# Kilonova
Uma kilonova (também chamada de uma 'macronova' ou uma 'supernova de processo-r") ocorre quando duas estrelas de nêutrons ou uma estrela de nêutron e um buraco negro se unem em um sistema binário. Uma forte radiação eletromagnética é emitida devido ao decaimento de íons do pesado processo-r que são produzidos e ejetados basicamente na forma isotrópica durante o processo de fusão — semelhante a uma supernova fraca e de curta duração.
O espiral e a fusão dos dois objetos compactos são uma forte fonte de ondas gravitacionais (GWs). Acredita-se que possa ser o emissor de curtas explosões de raios gama e a fonte predominante do estável processo-r de elementos no Universo.
A primeira detecção de uma kilonova foi em associação com a curta explosão de raios gama GRB 130603B. Este GRB (gamma-ray burst) foi em uma galáxia relativamente próxima, permitindo que a fraca emissão em infra-vermelho da kilonova fosse detectada utilizando o Telescópio Espacial Hubble.[carece de fontes?]